# Llanthony Priory
Llanthony Priory è un'abbazia in rovina che era stata precedentemente un monastero di frati Agostiniani. Si trova nell'appartata Valle di Ewyas, nell'area delle Black Mountains, nella regione del Monmouthshire, vi si accede da una strada che da Hay-on-Wye porta a Llanthony. Quel che resta dell'abbazia è curato dal Cadw e l'entrata è libera.

## Dalla fondazione all'abbandono
La fondazione di Llanthony va ricercata attorno all'anno 1000 quando uno dei nobili normanni che allora stavano invadendo l'Inghilterra decise, presumibilmente, di risistemare una vecchia cappella dedicata a San Davide. A lui si unirono alcune altri uomini e più tardi venne costruita una chiesa dedicata a San Giovanni Battista e consacrata nel 1108, dieci anni dopo la piccola comunità era cresciuta dando vita al primo gruppo di Canonici regolari del Galles.
Nel 1135, a causa delle frequenti incursioni dei gallesi a danno dell'abbazia i monaci decisero di spostarsi in territorio inglese, presso Gloucester, dove fondarono Llanthony Secunda. La prima casa però non fu del tutto abbandonata, cinquant'anni dopo, nel 1186, Hugh de Lacy, I conte dell'Ulster (prima del 1176-dopo il 26 dicembre 1242) provvide a finanziarne il restauro e la rimessa in piedi tramite un finanziamento ottenuto dalle sue proprietà in Irlanda, tale progetto si concluse nel 1217. 
I nuovi edifici, che erano un misto di Architettura normanna ed Architettura gotica, vennero rimaneggiati ulteriormente attorno al 1325 e poco dopo ospitarono fra le loro mura il deposto Edoardo II d'Inghilterra poco prima della sua morte avvenuta nel 1327.
Le ribellioni di Owain Glyndŵr avvenute fra la fine del Trecento e l'inizio del Quattrocento segnarono l'inizio della fine per Llanthony, nel 1481 si fuse con la seconda casa nel Gloucestershire fino al suo definitivo abbandono avvenuto nel 1538 a seguito della Dissoluzione dei monasteri in Inghilterra voluta da Enrico VIII d'Inghilterra.

## Gli usi successivi
Llanthony rimase quindi in disuso cadendo in uno stato sempre più grave di abbandono finché, nel XVIII secolo, non venne comprata da Mark Wood, già proprietario di una lussuosa dimora nei pressi di Chepstow che la convertì, almeno parzialmente, ad uso domestico.
Nel 1807 il monastero passò al poeta Walter Savage Landor che proseguì nel progetto di farne una sorta di dimora campagnola, nel XX secolo le rovine andarono quindi ad un'altra famiglia e vennero poi cedute, in gran parte, al Cadw.

## Nei media

### Cinema

#### Documentari
- Nomad - In cammino con Bruce Chatwin (Nomad: In the Footsteps of Bruce Chatwin) (2019), di Werner Herzog